# Peter Veres
Peter Veres est un joueur de volley-ball hongrois né le 22 février 1979 à Budapest. Il mesure 2,00 m et joue réceptionneur-attaquant.

## Clubs
| Club                     | Pays    | De        | À         |
| ------------------------ | ------- | --------- | --------- |
| Nyiregyhaza              | Hongrie | 1998-1999 | 1999-2000 |
| Yahoo! Volley Ferrare    | Italie  | 2000-2001 | 2000-2001 |
| Senza Confini Trieste    | Italie  | 2001-2002 | 2001-2002 |
| Estense Carrife Ferrare  | Italie  | 2002-2003 | 2002-2003 |
| Unicaja Almeria          | Espagne | 2003-2004 | 2004-2005 |
| Giotto Padoue            | Italie  | 2005-2006 | 2005-2006 |
| Qatar Sports Club        | Qatar   | 2005-2006 | 2005-2006 |
| Gabeca Montichiari       | Italie  | 2006-2007 | 2006-2007 |
| Marmi Lanza Vérone joker | Italie  | 2006-2007 | 2006-2007 |
| Fakel Novy Urengoi       | Russie  | 2007-2008 | 2007-2008 |
| Oural Oufa               | Russie  | 2008-2009 | 2009-2010 |
| Dynamo Moscou            | Russie  | 2010-2011 | …         |

## Palmarès
- Championnat de Hongrie : 1998
- Championnat d'Espagne : 2004, 2005